# Minar-e Chakri
Pour les articles homonymes, voir Minar.
 (décembre 2018).
Minar-e Chakri ou Minar-i Chakri ou Minar-i Chakari était un site archéologique afghan et  une colonne située à quelques kilomètres de la capitale du pays, Kaboul. Daté difficilement par les spécialistes, le site était très célèbre dans la région et était un monument bouddhiste emblématique de la région. 
Dans l'histoire récente l'édifice a subi des destructions volontaires comme élément du patrimoine non-musulman par les Talibans et lors des combats de la guerre soviéto-afghane. Les derniers vestiges qui subsistaient ont disparu en mars 1998 « probablement lors d'un tremblement de terre » selon Gérard Fussman. La perte du patrimoine bouddhiste de l'Afghanistan trouvera son paroxysme lors de la destruction des Bouddhas de Bâmiyân en 2001.

## Localisation et géologie du site
Le site archéologique était situé en surplomb de la vallée, sur une montagne répondant au nom de Monaray Ghar, la montagne de la tour et sur son versant nord. Il était visible de loin, y compris de l'aéroport de la capitale afghane.

## Histoire

### Histoire ancienne et médiévale
L'édifice était situé sur un axe très fréquenté,.
Le caractère bouddhique de l'édifice a été nié dans des études, mais cela ne pose guère de doutes à Gérard Fussman qui indique la profusion d'édifices bouddhiques dans la région, stupas et monastères. La colonne possède comme monument un « rôle proclamatoire ».
Le souci de visibilité présent dans l'édifice va dans le sens d'une telle identification. L'édification du Minar-e Chakri répond au souhait de « sacraliser le paysage en occupant ses hauteurs ».

### Redécouverte et études
La plus ancienne représentation date du XIXe siècle.

### Destruction
Seul un moignon persiste de l'édifice à la fin de la première décennie des années 2000.

## Description
La colonne mesurait plus de 27 mètres de hauteur, avec un socle haut d'environ 4 mètres à lui seul et était inclinée vers le sud.
On ignore si le socle était carré ou circulaire, les vestiges observés permettant les deux restitutions. Une base haute « en forme de cloche » mesurait quant à elle 2 mètres et aurait été comparable aux éléments de Persépolis.
Le fût de la colonne mesurait 12 mètres pour un diamètre de 5,80 mètres environ mais de 4,50 mètres au sommet qui était muni d'un couronnement qui faisait 3 mètres.
Le sommet de la colonne était similaire selon Foucher à des colonnes présentes sur des reliefs du Gandhara, cette analogie étant soulignée par les spécialistes dès les années 1870.
La colonne était maçonnée et ne portait pas de décor.
Le sommet de la colonne était pourvu d'une roue ou d'un autre élément symbolisant le bon augure, ou un stupa, hypothèse qui a la préférence de Gérard Fussman par sa résistance au vent et pour le symbolisme porté à cette forme architecturale.